# زيبو ماركس
زيبو ماركس (بالإنجليزية: Zeppo Marx)‏ (و. 1901 – 1979 م) هو مخترِع، وممثل أفلام، من الولايات المتحدة، ولد في مانهاتن، وكان عضوًا في الإخوة ماركس، توفي في بالم سبرينغس، عن عمر يناهز 78 عاماً، بسبب سرطان الرئة.

## وصلات خارجية
- زيبو ماركس على موقع IMDb (الإنجليزية)
- زيبو ماركس على موقع الموسوعة البريطانية (الإنجليزية)
- زيبو ماركس على موقع ألو سيني (الفرنسية)
- زيبو ماركس على موقع ميوزك برينز (الإنجليزية)
- زيبو ماركس على موقع تيرنر كلاسيك موفيز (الإنجليزية)
- زيبو ماركس على موقع أول موفي (الإنجليزية)
- زيبو ماركس على موقع قاعدة بيانات برودواي على الإنترنت (الإنجليزية)
- زيبو ماركس على موقع قاعدة بيانات برودواي على الإنترنت (الإنجليزية)
- زيبو ماركس على موقع قاعدة بيانات الأفلام السويدية (السويدية)
- زيبو ماركس على موقع إن إن دي بي (الإنجليزية)